# قانون تابعیت سنگاپور
قانون تابعیت سنگاپور (انگلیسی: Singaporean nationality law) شرایطی را که طبق آن یک فرد دارای تابعیت سنگاپور است، مشخص می‌کند. قانون اصلی تعیین‌کننده الزامات تابعیت، قانون اساسی سنگاپور است که در تاریخ ۹ اوت ۱۹۶۵ اجرایی گردید.
افرادی که هنگام تولد یکی از والدین او سنگاپوری باشد، بدون در نظر گرفتن محل تولد، طبق روال معمول به صورت خودکار در بدو تولد شهروند سنگاپور محسوب می‌گردد. متولد شدن در سنگاپور، به تنهایی نمی‌تواند باعث شود تا کودک واجد دریافت شهروندی شود. اتباع خارجی بعد از طی کردن کامل شرط اقامت (به‌طور معمول ۱۰ سال) و چشم پوشی از تابعیت قبلی، ممکن است شهروند سنگاپور شوند. به‌طور کلی، داشتن تابعیت همزمان دو کشور امکان‌پذیر نیست و در صورتی که شهروند سنگاپور تابعیت کشور دیگری را کسب کند، راه‌های زیادی برای باطل کردن امتیاز شهروند سنگاپوری آنها وجود دارد. 

## تاریخچه
سال ۱۸۱۹، سنگاپور مدرن پایه‌ریزی شد و مدتی بعد، در سال ۱۸۲۶ به همراه پنانگ و ملاکا در مجموعه‌ای به نام شهرک‌های تنگه قرار گرفتند. بعد از اینکه در سال ۱۸۵۸، آنها تحت حاکمیت تاج‌وتخت قرار گرفتند، همانگونه که در موقعیت‌های دیگر امپراتوری بریتانیا برقرار بود قانون تابعیت بریتانیا هم بر شهرک‌های تنگه اعمال گردید.